# Anhangüèrids
Els anhangüèrids (Anhangueridae) són una família extinta de pterosaures dins el subordre Pterodactyloidea que va viure entre el Cretaci inferior i el Cretaci superior. Van ser und dels últims pterosaures que posseïen dents. Un estudi de 2013 sobre el grup va considerar que els Anhangueridae poden ser distingits per una cresta premaxil·lar i una expansió lateral a la zona distal de la cara. El mateix estudi va presentar una anàlisi cladística, per al qual es va calcular un «arbre de consens». El resultat va consistir en què es va trobar que Anhangueridae és el tàxon germà del pterosaure amb grans crestes Tropeognathus.